# Fracture (jeu vidéo)
Fracture est un jeu vidéo de tir à la troisième personne développé par Day 1 Studios et édité par LucasArts, sorti en 2008 sur PlayStation 3 et Xbox 360.

## Trame
En 2161, le réchauffement climatique a provoqué une montée des eaux incontrôlable qui a submergé le centre des États-Unis, en particulier le Midwest, ne laissant intact que les deux côtes américaines qui ont chacune choisi un mode de vie divergent pour survivre: la Côte est des États-Unis a choisi la voie de la technologie, tandis que la Côte ouest des États-Unis a choisi la voie de la génétique; chaque côte ayant un monopole commercial pour promouvoir les sciences. Lorsque le Président des États-Unis signe une loi interdisant les modifications génétiques majeures, les États de la Côte Ouest annoncent leur sécession et forment la République du Pacifique, alliée aux pays asiatiques; prenant San Francisco pour capitale et le Général Nathan Sheridan pour chef militaire. La Côte Est forme alors l'Alliance Atlantique et obtient le soutien des pays européens; conservant Washington D.C. comme capitale et le Général Marcus Kelley comme chef militaire. 
Le joueur incarne le Sergent Jet Brody de l'Alliance Atlantique face aux forces du Pacifique. Sa première mission est de sécuriser une rencontre avec Sheridan sur l'île d'Alcatraz, où Brody est en mesure de tester toutes les armes trouvées dans le Pacifique. Lorsque les troupes de l'Alliance, sous les ordres du Colonel Roy Lawrence, sont déployées pour reprendre le contrôle des États du Pacifique et mettre le Général Sheridan aux arrêts, l'affrontement devient inévitable et une nouvelle guerre civile éclate entre l'Est cybernétique et l'Ouest biotechnologique. C'est alors que le Pacifique déploie sa superarme : un gigantesque mecha appelé Dreadnought, qui se dirige vers Washington en pulvérisant tout sur son passage. Le Sergent Brody devra trouver le moyen de détruire cette machine et stopper le Général Sheridan une fois pour toutes.

## Système de jeu
Le joueur a des armes futuristes, à la fois sous la forme de fusils et de grenades qui peuvent élever ou abaisser le terrain sur un terrain déformable. Cette capacité permet au joueur de créer une couverture, de sauter dans des zones inaccessibles normalement et de lancer des ennemis dans les airs et dans les plafonds. Les exemples sont le déclencheur, la grenade tectonique et la grenade subsonique. Le joueur peut collecter des cellules de données pour déverrouiller une installation de test d'armes et les armes qu'il contient. Le jeu nécessite notamment de résoudre des énigmes en utilisant la déformation du terrain.

## Accueil
Fracture a reçu des avis mixtes sur les deux plateformes, selon le site Web Metagritic. Le personnage de Jet Brody est décrit comme le personnage le plus dérivé de l’ère moderne du jeu, une combinaison directe des héros de Resistance / Mass Effect / Gears of War. 
- Jeuxvideo.com : 12/20[1]